# أوبري مايلز
أوبري مايلز هي عارضة ومغنية فلبينية، ولدت في 16 مارس 1978 في كالوكان في الفلبين.

## وصلات خارجية
- أوبري مايلز على موقع IMDb (الإنجليزية)
- أوبري مايلز على موقع قاعدة بيانات الفيلم (الإنجليزية)